# Peeping Tom (álbum)
Peeping Tom es un álbum de pop realizado por el grupo Peeping Tom, liderado por Mike Patton. Fue lanzado el 30 de mayo de 2006 en el sello de Patton, Ipecac Recordings. El álbum fue producido intercambiando archivos a través de correos electrónicos con colaboradores como Norah Jones, Kool Keith y Massive Attack, entre otros.
El álbum, y la banda, deben su nombre a la película de 1960, Peeping Tom.

## Lista de temas
1. "Five Seconds" (Featuring Odd Nosdam) – 4:20
2. "Mojo" (Featuring Rahzel and Dan The Automator) – 3:40
3. "Don't Even Trip" (Featuring Amon Tobin) – 5:46
4. "Getaway" (Featuring Kool Keith) – 3:22
5. "Your Neighborhood Spaceman" (Featuring Jel and Odd Nosdam) – 5:45
6. "Kill the DJ" (Featuring Massive Attack) – 4:09
7. "Caipirinha" (Featuring Bebel Gilberto) – 2:46
8. "Celebrity Death Match" (Featuring Kid Koala) – 3:42
9. "How U Feelin?" (Featuring Doseone) – 2:44
10. "Sucker" (Featuring Norah Jones) – 2:33
11. "We're Not Alone (Remix)" (Featuring Dub Trio) – 5:10